# Rio Cacova (Govora)
O Rio Cacova é um rio da Romênia afluente do Rio Govora, localizado no distrito de Vâlcea.